# Daniel Enríquez
Daniel Enríquez (* 20. Mai 1958 in Montevideo, Uruguay) ist ein ehemaliger uruguayischer Fußballspieler und ‑trainer. Seit 2005 ist er Sportdirektor bei Nacional Montevideo.

## Spielerlaufbahn

### Verein
Der 1,82 Meter große Abwehrspieler begann seine Karriere 1979 bei Nacional Montevideo, dem Klub, dem er bereits seit 1974 angehörte und für den er zu Beginn in der Jugendmannschaft der 6. División spielte. Dort wurde er von Anbeginn als zentraler Verteidiger aufgestellt. Sowohl in der 6. División als auch in der fünften (Quinta División) und der dritten (Tercera División) konnte er mit seinen Mitspielern den uruguayischen Meistertitel erringen. 1978 stand er dann erstmals im Kader der Ersten Mannschaft. Dort gewann er 1980 die uruguayische Meisterschaft. Dem Sieg bei der Copa Libertadores jenes Jahres folgte das Weltpokal-Finale im Februar 1981, in dem er – in der Startaufstellung stehend – mit den Montevideanern Nottingham Forest bezwang. Während seiner Zugehörigkeit zur Mannschaft der Bolsos erlebte er mit Luis Cubilla, Ricardo De León, Pedro Dellacha und Juan Martín Mujica mindestens fünf Trainer. Es folgte 1982 ein Jahr, in dem Verletzungen die Karriere des Uruguayers bestimmten und aufgrund derer er kein Spiel bestritt. Im Folgejahr spielte er für die seinerzeit von Lóndero trainierte kolumbianische Mannschaft Cúcuta Deportivo. Dort konnte er vollends überzeugen und stand auch in einer Auswahl der besten Ausländer im kolumbianischen Fußball. Sodann beging er in seinen Augen aus späterer Sicht „einen der schlimmsten Fehler“ seiner Karriere, als er sich 1984 ausgerechnet mit Peñarol den Erzrivalen Nacionals für eine Zwischenstation auswählte. Hugo Fernández und Roque Máspoli leiteten das Training der Mannschaft, mit der er in jenem Jahr den Titel der Liga Mayor und den Gewinn der Liguilla feiern konnte. Sodann verbrachte er die folgenden sechs Jahre in Mexiko, wo er sich zunächst von 1985 bis 1986 Toros de Neza anschloss. Sein Trainer dort war Miguel Marín. Anschließend stand er ebenfalls 1986 in Reihen des Puebla FC.

### Nationalmannschaft
Mit der Junioren-Nationalmannschaft Uruguays konnte er unter Trainer Raúl Bentancourt 1977 die U-20 Südamerikameisterschaft gewinnen. Im Verlaufe des Turniers wurde er siebenmal (kein Tor) eingesetzt. Auch gehörte er dem Kader an, der bei der Junioren-Fußballweltmeisterschaft 1977 den vierten Rang belegte. Später wurde er auch in die A-Nationalelf berufen.

## Trainertätigkeit
1986 schlug er eine Trainerlaufbahn ein, nachdem er den Trainerausbildungslehrgang absolviert hatte. Zunächst arbeitete er bis 1991 in Mexiko. Dort begann er 1986 als Co-Trainer bei seinem vormaligen Klub Puebla. Es folgten Universidad Autónoma de Nuevo León und Tampico Madero als weitere Karrierestationen. Parallel dazu war er auch in Fußballschulen verschiedener mexikanischer Institutionen in diversen Funktionen tätig. Nach 1991 zwischenzeitlich erfolgter Rückkehr in sein Heimatland übernahm er bei Nacional die Universitätsmannschaft Nacional Universitario. In der folgenden Spielzeit übernahm er mit dem Colón Fútbol Club sodann seinen ersten uruguayischen Erstligisten. Sein Verein wurde prompt Meister des Torneo Apertura 1991. 1994 bis 1996 war er zunächst Co-Trainer Nacionals in der Primera División und übernahm später die Jugendmannschaften, wo er mit der U-20 und der U-23 uruguayische Meistertitel gewann. Zu jener Phase seiner Trainerlaufbahn kam er in Kontakt mit dem in Uruguay weilenden Colegio Narashino, woraus sich letztlich seine nächste Anstellung ergab. So übernahm er von 1997 bis 1998 die japanische Mannschaft Consadole Sapporo, wurde mit ihr 1997 Meister in der Japan Football League und erlernte überdies in jener Zeit die Landessprache. Seit 1999 ist er wieder bei Nacional in diversen Funktionen tätig. Nachdem er zunächst die Reservemannschaft (Formativas) des Vereins übernommen und zu Titeln geführt hatte, gab er die Trainertätigkeit im Jahr 2000 auf und wurde zunächst Koordinator des gesamten Nachwuchsbereichs im Verein. Diese Position bekleidete er bis 2005. Seither hat er das Amt des Sportdirektors inne.

## Sonstiges
Enríquez ist verheiratet und Vater von zwei Kindern. Seine Aktivitäten beschränken sich nicht nur auf den Fußballbereich. So ist er auch als DJ unter dem Namen DJHansamu im Bereich der elektronischen Musik – und hier speziell im Bereich Minimal – tätig und Mitglied einer La Figari genannten Gruppe, mit der er im uruguayischen Karneval am Desfile de llamadas teilnimmt. Auch führt er Ausstellungen seiner über 350 Exponate umfassenden Karnevalsmasken-Sammlung durch, die sowohl aus einheimischen als auch dem Rest der Welt stammenden Stücken besteht und mit deren Zusammenstellung er während seiner Zeit in Mexiko im Mai 1985 begann. So existiert beispielsweise eine permanente Ausstellung im Museo del Carnaval. Zudem erhielt Enríquez diesbezüglich bereits Einladungen nach Argentinien, Kuba und New York.

## Erfolge

### Als Spieler

#### Verein
- Weltpokal (1980)
- Copa Libertadores (1980)
- Uruguayischer Meister (1980)
- 2× Liga Mayor (1979, 1984)

#### Nationalmannschaft
- U-20-Südamerikameister (1977)

### Als Trainer
- Meister Torneo Feria del Gol (1985/86)
- Meister Torneo de Copa (1987/88)
- Meister des uruguayischen Torneo Apertura (1991)
- Meister der Japan Football League (1997)